# Vitali Volosjinov
Vitali Borisovitsj Volosjinov (Russisch: Виталий Борисович Волошинов) (Berlijn, 20 maart 1947 – Moskou, 28 september 2019) was een Russische natuurkundige en een van de vooraanstaande deskundigen op het gebied van de akoesto-optica. Hij was een laureaat-docent in natuur- en wiskunde en geassocieerd professor aan de Faculteit wetenschappen – Fysica aan de Staatsuniversiteit van Moskou (Lomonosov-universiteit).
Volosjinov was lid van het "corps van experts in de natuurwetenschappen", met 1683 citaties voor papers die gepubliceerd zijn na 1976. H-index – 19.

## Biografie
Vitali B. Volosjinov werd geboren op 20 maart 1947 in Berlijn. Hij was de zoon van Boris E. Volosjinov en Natalja K. Volosjinova.
In 1965 behaalde hij zijn diploma aan de "Engelse speciale school No.1" in Moskou en aan de "Muziekschool Nr.1 genoemd naar Sergej Prokofiev".
In 1971 behaalde hij zijn diploma aan de faculteit wetenschappen - natuurkunde van de Lomonosov-Universiteit cum laude en behaalde hij de Rem Chochlov-prijs voor het beste afstudeerproject in research.
In 1971 – 1973 werkte hij als ingenieur en senior onderzoeksingenieur aan het Wetenschappelijk onderzoeksinstituut voor ruimtetechniekinstrumenten.
In 1977, verdedigde hij zijn PhD met de titel "Controle van lichtstralen met behulp van Bragg-diffractie in een optisch anisotroop medium", specialiteit nummer 01.04.03, PhD in Radio-fysica en kwantumelektronica.
Sinds 1976 was hij als onderzoeker verbonden aan het Departement Natuurkunde van de Lomonosov-universiteit.
Sinds 1992 werkte hij als associate professor aan het Departement Fysica van de Lomonosov-Universiteit.
Hij stierf op 28 september 2019. De begrafenis vond plaats in de kerk van de Verheffing van het Heilig Kruis in Mitino. Hij werd begraven op het Mitinski-kerkhof in Moskou.

## Onderzoeksgebieden
Volosjinov heeft 7 binnenlandse patenten met betrekking tot uitvindingen in optical engineering op zijn naam.
Hij was ook de wetenschappelijke supervisor van binnenlandse en buitenlandse onderzoeksprojecten en beurzen (CRDF Global, RFBR, enz.).

### Onderzoeksresultaten
- Voorspelling, observatie en analyse van verschillende Bragg akoesto-optische interacties met een simultaan bestaan van twee, drie of zeven diffractie orders, additioneel tot zero diffractie maximum (1973–1989).
- Onderzoek van regelmatige trends van lichtbreking door gebruik te maken van echografie, in het geval van dubbel-frequentie akoestische stuursignalen (1988).
- Experimentele observatie in media met geïnduceerd optische anisotropie van Raman-Nath en tussenliggende Bragg en Raman-Nath regimes van anisotropische lichtdiffractie door akoestische golven (1980).
- Ontwerp en ontwikkeling van de eerste Russische afstembare akoesto-optische filter met een niet-collineaire geometrie waarin de interactie van licht en hypersound plaatsvinden in een enkel lithium niobate kristal (1974). Realisatie van de elektrische en mechanische sturing van de filter over een breed afstembereik van optische frequenties (1975). Ontwerp en ontwikkeling van akoesto-optische modulator cellen en filters die de principiële werking tonen met arbitrair gepolariseerd monochromatisch licht en niet-monochromatisch optische straling (1986).
- Experimentele bevestiging van de mogelijkheid om niet-gecollimeerde optische straling en straalvorming te filteren bij optische beelden in het zichtbare, nabij en midden infraroodgebied van het spectrum (1983–1989). Ontwikkeling van de afstembare akoesto-optische filter met een extreem brede optische opening tot {\displaystyle 52^{\circ }} (1989). Bevestiging van de mogelijkheid om optische straling te analyseren in het zichtbare en infrarode gebied met spectrale-polarisatie door gebruik te maken van een enkele akoesto-optische cel (1991).
- Ontwikkeling van ruimtelijke filters voor het processen van optische beelden van coherent licht (1986–1988). Uitvinding van de akoesto-optische afstembare filter, waarbij een effectieve selectie mogelijk is van de ruimtelijke frequenties langs de twee orthogonale richtingen, en dat tegelijkertijd (1988).
- Voorspelling en observatie van het quasi-collineaire regime van de akoesto-optische diffractie van licht door akoestische golven die zich voortplanten in optische en akoestische anisotrope media (1990). Observatie van het quasi-collineaire regime van diffractie in het efficiënte akoesto-optische tellurium dioxide materiaal (1991). Realisatie van de mogelijkheid om op een elektronische manier de spectrale transmissiebandbreedte van een paratellurite akoesto-optische filter te controleren (1993). Observatie van elektro-optische afstemming van Bragg fase-frequentie-afstemming in een filter (1996)[14]
- Voorspelling en observatie van onbekende Raman-Nath lichtdiffractie regimes door ultrasound propagatie in media met sterke akoestische anisotropie (1997). Experimentele observaties van ongewone propagatie en reflectie van akoestische golven in anisotropische kristalen (1998).

## Onderwijsactiviteiten
Volosjinov begeleidde 15 PhD kandidaten gedurende zijn carrière.
Professor Volosjinov gaf les aan Bachelor en Master studenten aan de Lomonosov-universiteit. De volgende cursussen werden door hem gegeven:
- "Fysische basisprincipes van de elektro-optica en akoesto-optica",
- "Moderne problemen van de akoesto-optica",
- "Akoesto-optische interactie in anisotropische media",
- "Optische communicatie",
- Workshop over de fysica van oscillaties.[15]

Hij gaf eveneens lezingen op aanvraag in Rusland, Bulgarije, Vietnam, Polen, België, Frankrijk, China, Colombia, Duitsland en de Verenigde Staten van Amerika.

## Selectie van zijn publicaties
- Voloshinov, V. B., Parygin, V. N.  (1981). Raman-Nath diffraction of light by ltrasonic in optacally anisotropic media. Technical Physics Journal Letters  7 (3): 145–148
- Voloshinov, V. B., Mironov, O. V.  (1990). Wide angular acousto-optic filter for middle infrared region of spectrum. Optics and Spectroscopy  68 (2): 452–457
- Voloshinov, V. B.  (1992). Close to collinear acousto-optical interaction in paratellurite. Optical Engineering  31 (10): 2089–2094. DOI:10.1117/12.58877.
- Voloshinov, V. B.  (1993). Anisotropic light diffracrion in tellurium dioxide syngle crystall. Ultrasonics  31 (5): 333–338. DOI:10.1016/0041-624X(93)90066-9.
- Voloshinov, V. B., Molchanov, V. Y.,Mosquera, J. C.  (1996). Spectral and Polarization Analysis of images by means of Acousto-Optics. Optics and Laser Technology  28 (2): 119–127. DOI:10.1016/0030-3992(95)00079-8.
- Voloshinov, V., Gupta, N.  (2004). Ultraviolet-visible imaging acousto-optic tunable filters in KDP. Applied Optics  43 (19): 3901–9. PMID: 15250556. DOI:10.1364/AO.43.003901.
- Voloshinov, V. B., Polikarpova, N. V.,Ivanova, Polina,Khorkin, V. S.  (2018). Acousto-optic control of internal acoustic reflection in tellurium dioxide crystal in case of strong elastic energy walkoff [Invited]. Applied Optics  57 (10): C19–C25. PMID: 29714268. DOI:10.1364/ao.57.000c19.
- Vitali Voloshinov in de Scopus-database
- Vitali Voloshinov in de Google Scholar-database

## Onderscheidingen
- Hij ontving de Aleksandr Stepanovitsj Popov-prijs (1973)
- Medaille "Ter herdenking van de 850ste verjaardag van Moskou" (1995)
- Ere-professor van de "International Foundation for Science " (1997)
- Ere-leraar van de Lomonosov-universiteit (2007)